# Goniodes dispar
Goniodes dispar är en insektsart som beskrevs av Hermann Burmeister 1838. Goniodes dispar ingår i släktet medusalöss, och familjen Goniodidae. Arten är reproducerande i Sverige.